# Cyphocarcinus suspensus
Cyphocarcinus suspensus is een krabbensoort uit de familie van de Majidae. De wetenschappelijke naam van de soort is voor het eerst geldig gepubliceerd in 1923 door Gravier.